# Сакай (Ібаракі)

36°6′31″ пн. ш. 139°47′42″ сх. д. / 36.10861° пн. ш. 139.79500° сх. д.
Сака́й (яп. 境町, さかいまち, МФА: [sakai̯ mat͡ɕi̥]) — містечко в Японії, в повіті Сасіма префектури Ібаракі. Станом на 1 жовтня 2007 площа містечка становила 46,58 км². Станом на 1 серпня 2008 населення містечка становило 26 024 осіб.